# Cantón del Alto Nebbio
El cantón del Alto Nebbio (en francés canton du Haut-Nebbio) era una división administrativa francesa que estaba situada en el departamento de Alta Córcega y la colectividad territorial de Córcega.

## Composición
El cantón estaba formado por diez comunas:
- Lama
- Murato
- Pietralba
- Piève
- Rapale
- Rutali
- Sorio
- San-Gavino-di-Tenda
- Santo-Pietro-di-Tenda
- Urtaca

## Supresión del cantón
En aplicación del decreto nº 2014-255 de 26 de febrero de 2014, el cantón del Alto Nebbio fue suprimido el 1 de abril de 2015 y sus 10 comunas pasaron a formar parte, siete del nuevo cantón de Biguglia-Nebbio, dos del nuevo cantón de L'Île-Rousse y una del nuevo cantón de Golo-Morosaglia.